# Thor Industries
Thor Industries est une entreprise américaine spécialisée dans la construction de camping-cars.

## Historique
En septembre 2018, Thor Industries annonce l'acquisition d'Erwin Hymer Group pour 2,1 milliards de dollars.

## Filiales
- Airstream
- Heartland Recreational Vehicles (en)
- Jayco
- Livin Lite RV (en)